# Кампањан
Кампањан (фр. Campagnan) је насеље и општина у јужној Француској у региону Лангдок-Русијон, у департману Еро која припада префектури Лодев.
По подацима из 2011. године у општини је живело 580 становника, а густина насељености је износила 154,67 становника/km². Општина се простире на површини од 3,75 km². Налази се на средњој надморској висини од 32 метара (максималној 123 m, а минималној 18 m).

## Демографија
| 1962. | 1968. | 1975. | 1982. | 1990. | 1999. | 2011. |
| ----- | ----- | ----- | ----- | ----- | ----- | ----- |
| 288   | 310   | 303   | 319   | 329   | 391   | 580   |

График промене броја становника у току последњих година